# Любен Беров
Лю́бен Бори́сов Бе́ров (нар. 6 жовтня 1925, Софія, Болгарія — пом. 7 грудня 2006) — болгарський політик та економіст, історик. У 1992–1994 роках очолював уряд країни.

## Історія
Викладав історію економіки в Університеті національного та світового господарства у 1950–1985 роках.
Беров зайняв пост прем'єра у грудні 1992 року. Він очолив альянс колишніх комуністів і представників етнічних турків. За два роки його було відправлено у відставку через втрату довіри.
Член-кореспондент Болгарської АН (1997).
Автор понад 200 книг, підручників та наукових статей з економіки та історії Балкан і Болгарії.
Помер 7 грудня 2006 року у віці 81 року після тривалої хвороби.